# Gerichtsbezirk Hostau
Der Gerichtsbezirk Hostau (tschechisch: soudní okres Hostouň) war ein dem Bezirksgericht Hostau unterstehender Gerichtsbezirk im Kronland Böhmen. Er umfasste Gebiete im Westen Böhmens im Okres Domažlice. Zentrum des Gerichtsbezirks war die Stadt Hostau (Hostouň). Das Gebiet gehörte seit 1918 zur neu gegründeten Tschechoslowakei und ist seit 1993 Teil der Tschechischen Republik.

## Geschichte
Die ursprüngliche Patrimonialgerichtsbarkeit wurde im Kaisertum Österreich nach den Revolutionsjahren 1848/49 aufgehoben. An ihre Stelle traten die Bezirks-, Landes- und Oberlandesgerichte, die nach den Grundzüge des Justizministers geplant und deren Schaffung am 6. Juli 1849 von Kaiser Franz Joseph I. genehmigt wurde. Der Gerichtsbezirk Hostau gehörte zunächst zum Kreis Pilsen und umfasste 1854 die 40 Katastralgemeinden Amplatz, Černahora, Dobraken, Eisendorf, Garassen, Großgorschin, Gramatin, Haschowa, Heiligenkreuz, Holubschen, Horauschen, Hostau, Křebřam, Meeden, Melmitz, Mirkowic, Muttersdorf, Neubau, Plöß, Pössingkau, Polschitz, Přes, Rauden, Sadl, Schlattin, Schittarzen, Schmolau, Schwannenbrückl, Sirb, Taschlowitz, Wabitz, Wasserau bei Bischofteinitz, Wasserau bei Ronsperg, Weißensulz, Widlitz, Wittana, Zemschen, Zetschin, Zwingau und Zwirschen. Der Gerichtsbezirk Hostau bildete im Zuge der Trennung der politischen von der judikativen Verwaltung ab 1868 gemeinsam mit den Gerichtsbezirken Bischofteinitz und Ronsperg den Bezirk Bischofteinitz.
Im Gerichtsbezirk Hostau lebten 1869 17.409 Menschen, 1900 waren es 15.676 Personen.
Der Gerichtsbezirk Hostau wies 1910 eine Bevölkerung von 16.290 Personen auf, von denen 16.141 Deutsch und lediglich 66 Tschechisch als Umgangssprache angaben. Im Gerichtsbezirk lebten zudem 83 Anderssprachige oder Staatsfremde.
Durch die Grenzbestimmungen des am 10. September 1919 abgeschlossenen Vertrages von Saint-Germain kam der Gerichtsbezirk Hostau vollständig zur neugegründeten Tschechoslowakei, wobei die Gerichtseinteilung bis 1938 im Wesentlichen bestehen blieb. Nach dem Münchner Abkommen wurde das Gebiet dem Landkreis Bischofteinitz bzw. dem Sudetenland zugeschlagen.
Nach dem Zweiten Weltkrieg wurde das Gebiet Teil des Okres Domažlice, zu dem es bis heute gehört. Nachdem die Bezirksbehörden im Zuge einer Verwaltungsreform 2003 ihre Verwaltungskompetenzen verloren, werden diese von den Gemeinden bzw. dem Plzeňský kraj wahrgenommen, zudem das Gebiet um Hostouň seit Beginn des 21. Jahrhunderts mit anderen Bezirken zusammengefasst wurde.

## Gerichtssprengel
Der Gerichtssprengel umfasste Ende 1914 die 36 Gemeinden Altgramatin (Starý Kramolín), Amplatz (Oplotec), Černahora (Černá hora), Dobraken (Doubravka), Eisendorf (Železná), Großgorschin (Velký Horšín), Heiligenkreuz (Újezd Svatého Kříže), Holubschen (Holubeč), Hostau (Hostouň), Kržeberscham (Křebřany), Liebeswar (Libosváry), Meeden (Medná), Melmitz (Mělnice), Mirkowitz (Mírkovice), Muttersdorf (Mutenín), Neubau (Novosedly), Plöß (Pleš), Pössingkau (Bezděkov), Polschitz (Polžice), Pscheß (Přes), Sadl (Sedlec), Schlattin (Slatina), Schmolau (Smolov), Schüttarschen (Štítary), Schwanenbrückl, Sirb (Srby u Horšovského Týna), Taschlowitz (Tasnovice), Wasserau (Bezvěrov), Weißensulz (Bělá nad Radbuzou), Widlitz (Vidlice), Wistersitz (Bystřice), Wittana (Vítání), Zemschen (Třemešné), Zetschin (Čečín), Zwingau (Svinná) und Zwirschen (Svržno).